# Кочубей Петро Васильович
Петро Кочубей (20 січня 1880, Рим — 26 січня 1918) — державний діяч Російської імперії українського походження, гадяцький повітовий маршалок шляхти, церемоніймейстер царського двору. Походив з малоросійського дворянського роду Кочубеїв.

## Життєпис
Син камергера Василя Кочубея (1826–1897) і його другої дружини графині Марії Капніст. Мав 3500 десятин біля села Ярославці Глухівського повіту і біля слобідки Ретик Кролевецького повіту Чернігівської губернії. Брат Василь був пирятинським повітовим маршалком шляхти, а брат Микола активним учасником гетьманського руху.
Після закінчення курсу Санкт-Петербурзького університету в 1902, вступив на службу до Міністерства внутрішніх справ.
26 вересня 1904 обраний Гадяцьким повітовим маршалком шляхти. Був членом повітового відділення єпархіальної училищної ради, головою повітової землевпорядної комісії, головою повітового комітету піклування про народну тверезість і почесним мировим суддею Гадяцького округу.
2 квітня 1906 отримав звання камер-юнкера. Обирався гласним Пирятинських повітових і Полтавських губернських земських зборів (1907–1916). На посаді Гадяцького маршалка шляхти пробув до 1911, коли був зарахований до Міністерства внутрішніх справ. Потім перебував почесним мировим суддею Пирятинського повіту, був підвищений до церемоніймейстера.
26 січня 1918 розстріляний більшовиками в Києві: 
 Того самого дня, коли загинули в Києві Гернгросс, Скалон, кн. Голіцин і кн. Долгоруков, там же був заарештований і інший офіцер полку поручик гр. гр. Жив він на квартирі своєї сестри Любові Кочубей. Ніякої зброї під час обшуку не було знайдено, але червоноармійці все ж заарештували гр. Мусіна-Пушкіна і Петра Кочубея і повели їх до Палацу, де, за їхніми словами, їм мали видати нові документи. По дорозі до них приєднали ще кілька інших партій заарештованих. Коли вони підійшли до Палацу, площа перед ним була сповнена озброєними червоноармійцями і матросами. Один із матросів підійшов впритул до Кочубея і вбив його пострілом з револьвера в потилицю. 

## Родина
З 3 червня 1908 був одружений з фрейліною Любов'ю Мусіною-Пушкіною (нар. 1885), донькою камергера графа Олександра Мусіна-Пушкіна. Їхні діти:
- Василь (1909-1977), народився в Санкт-Петербурзі. Разом з матір'ю на еміграції у Франції, потім в Бельгії. Закінчив Агрономічний інститут в Жамблу за фахом інженер-агроном (1931), один рік був головою «Спілки росіян, що закінчили вищі навчальні заклади в Бельгії». У 1938-1960 працював у Бельгійському Конго. У 1971 в якості туриста відвідав Київ і Ярославець. Був одружений з бельгійкою, мав двох синів і двох доньок.[2] Одна з них — Анна Худокормова, громадська діячка на еміґрації[3].
- Ольга (1910—1981), до шлюбу служила секретаркою.